# Titularbistum Cerbali
Cerbali ist ein Titularbistum der römisch-katholischen Kirche.
Es geht zurück auf ein ehemaliges Bistum in der römischen Provinz Zeugitana bzw. Africa proconsularis im heutigen nördlichen Tunesien. Es gehörte der Kirchenprovinz Karthago an.
| Titularbischöfe von Cerbali |                                   |                                                                       |                   |                    |
| Nr.                         | Name                              | Amt                                                                   | von               | bis                |
| 1                           | Giovanni Battista Cesana MCCJ     | Apostolischer Vikar von Gulu (Uganda)                                 | 1. Dezember 1950  | 25. März 1953      |
| 2                           | Joseph Aloysius Durick            | Weihbischof in Mobile-Birmingham Koadjutorbischof von Nashville (USA) | 30. Dezember 1954 | 10. September 1969 |
| 3                           | Reginald Edward Vincent Arliss CP | Prälat von Marbel (Philippinen)                                       | 18. November 1969 | 1. Oktober 1981    |
| 4                           | Cesar Raval SVD                   | Weihbischof in Bangued (Philippinen)                                  | 15. Dezember 1981 | 25. November 1988  |
| 5                           | Ramón Benito de La Rosa y Carpio  | Weihbischof in Santo Domingo (Dominikanische Republik)                | 2. Dezember 1988  | 25. März 1995      |
| 6                           | John Brendan McCormack            | Weihbischof in Boston (USA)                                           | 21. November 1995 | 21. Juli 1998      |
| 7                           | Rafael Cob García                 | Apostolischer Vikar von Puyo (Ecuador)                                | 28. November 1998 |                    |